# William Murphy
Pour les articles homonymes, voir William Murphy (homonymie) et Murphy.
William Parry Murphy (6 février 1892 à Stoughton, Wisconsin, États-Unis - 9 octobre 1987) est un médecin américain qui a partagé le prix Nobel de physiologie ou médecine en 1934 avec George Minot et George Whipple « pour leurs découvertes concernant l'utilisation thérapeutique de foie dans des cas d'anémie » (plus précisément l'anémie pernicieuse).
Le « point de Murphy » est la zone située sous l'hypocondre droit et dont la pression provoque une douleur vive en cas de cholécystite (signe de Murphy).

## Biographie
William Parry Murphy est le fils de Thomas Francis Murphy, ministre d'une congrégation, et Rose Anna Parry.
Il commence ses études dans des écoles publiques du Wisconsin et de l'Oregon puis à l'Université de l'Oregon où il obtient son diplôme de premier cycle en 1914. Les deux années suivantes, il enseigne les mathématiques et la physique dans des lycées d'Oregon avant d'effectuer un an à la faculté de médecine de l'Oregon, à Portland, où il travailla aussi temporairement en tant qu'assistant de laboratoire en anatomie. Il suit ensuite des cours d'été la faculté de médecine de Chicago et reçoit la bourse William Stanislaus Murphy pour étudier à la faculté de médecine de Harvard à Boston. Il y obtient son doctorat de médecine en 1922.
En 1919, il marrie Pearl Harriett Adams, avec qui il aura un fils, William P. Murphy Jr, et une fille, Priscilla Adams qui décédera en 1936.
Il occupe en premier lieu un poste à l'hôpital de Rhode Island puis commence son internat à  l'hôpital Peter Brent Brigham à Boston, en 1923, sous la direction du professeur Henry Asbury Christian. Il y rencontre alors George Minot et George Whipple,.
Il publie Anemia in Practice en 1939 et arrête sa carrière en 1958.